# 伊玛目广场

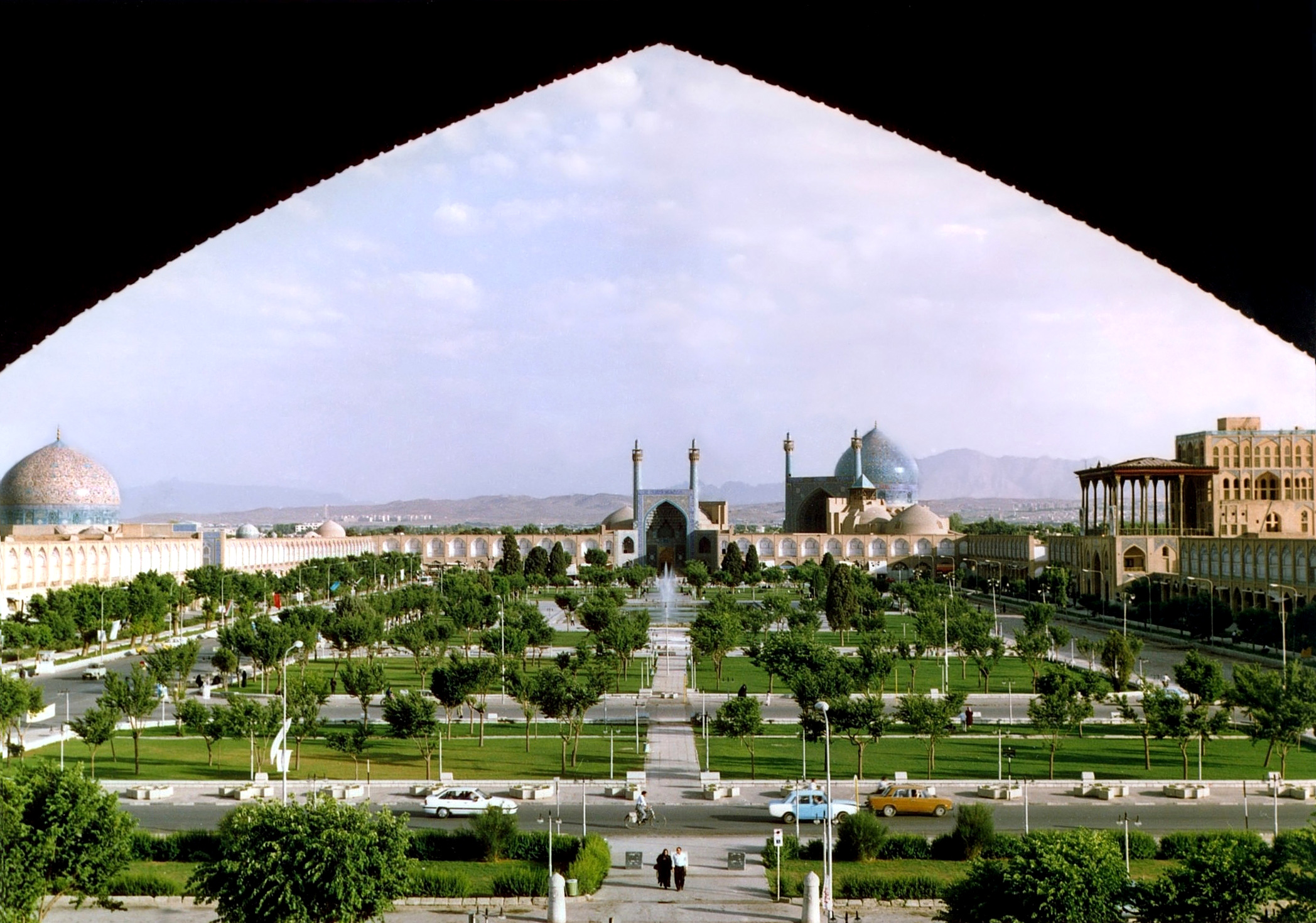
伊玛目广场

伊玛目广场（波斯語：‎）位於伊朗的伊斯法罕市中心，廣場是城市規劃的一部份，長500公尺，寬160公尺，面积为89600平方米，其规模僅次於中國北京天安門廣場。當年薩非王朝國王阿巴斯檢閱軍隊和觀看馬球的場所。原名为国王广场，伊斯兰革命后改為今名。1979年聯合國教科文組織將伊玛目广场列入世界遺產。
伊玛目广场和周边的重要建筑为多为萨非王朝时期建设，其南侧为伊玛目清真寺，西侧为阿里卡普宫，东侧为希克斯罗图福拉清真寺，北侧出盖萨里门通往伊斯法罕大巴扎。部分1992版20000里亚尔纸币的背面印有伊玛目广场及其附属建筑。

## 历史
1598年，阿拔斯一世从加兹温迁都至伊斯法罕。西赫·巴哈伊是新首都的首席建筑师。